# La lista de no besar de Naomi y Ely
Naomi and Ely's No Kiss List es una comedia americana romántica escrita por Amy Andelson y Emily Meyer, y dirigido por Kristin Hanggi. Está basado del libro del mismo nombre por Rachel Cohn y David Levithan. Las estrellas de película Victoria Justice, Pierson Fode, y Matthew Daddario. Tuvo su premier mundial en el Outfest Festival de cine el 17 de julio de 2015. Fue entonces lanzado en 18 de septiembre de 2015, a través de Video On Demand.

## Argumento
Naomi (Victoria Justice) y Ely (Pierson Fode) se han querido uno al otro y han estado juntos durante toda su vida. 
Los dos terminan enamorándose del mismo chico, lo cual trae como consecuencia en una ruptura desordenada de la amistad de los dos personajes principales. Durante su tiempo separados, Naomi consigue darse cuenta de que su sueño porque Ely caiga enamorado de ella y terminen siendo una pareja es finalmente aquello, solo un sueño. Con la aceptación de la sexualidad de Ely y el deseo de tener a su mejor amigo de tantos años en su vida nuevamente, ella lo busca y se reconcilian. Gradualmente consiguen ser más cercanos otra vez y logran construir una amistad más que sana.
Mientras que Ely está en una relación monógama con su novio "Bruce 2", Naomi está con Gabriel y ambos parecen ser felices otra vez.

## Personajes
- Victoria Justice como Naomi (Protagonista).
- Pierson Fode como Ely (Protagonista).
- Matthew Daddario como Gabriel (Coprotagonista).
- Ryan Ward como Bruce 2 (Coprotagonista).
- Monique Coleman como Robin chica (Personaje Secundario).
- Griffin Newman como Bruce 1 (Personaje Secundario).
- Daniel Flaherty como Robin chico (Personaje Secundario).

## Lanzamiento
El 18 de marzo de 2015,  se anunció que Spotlight Pictures representarían las ventas de películas. La película tuvo su  premier mundial  en el Outfest LGBT Festival de cine el 17 de julio de 2015. La película se lanzó el 18 de septiembre de 2015, a través de video on demand.